# Ginger Baker
Peter Edward "Ginger" Baker, född 19 augusti 1939 i Lewisham, London, död 6 oktober 2019 i Canterbury i Kent, var en brittisk musiker. Han är kanske mest känd som trummis i musikgruppen Cream, som bildades 1966 och upplöstes 1968. De andra medlemmarna i bandet var Jack Bruce och Eric Clapton. Han har även spelat med bland annat Blind Faith och Ginger Baker's Air Force, samt släppt ett antal soloskivor. Han är rocktrummis men han spelade senare mer inom jazzkategorin.

## Solodiskografi
Album
- 1970 – Free Kings
- 1971 – Pop History
- 1972 – Stratavarious
- 1972 – Live
- 1977 – Eleven Sides of Baker
- 1983 – From Humble Oranges
- 1986 – Horses & Trees
- 1989 – No Material
- 1990 – Middle Passage
- 1992 – Unseen Rain
- 1994 – Going Back Home
- 1995 – Ginger Baker's Energy
- 1996 – Falling off the Roof
- 1999 – Coward of the County (med James Carter)
- 2001 – African Force
- 2006 – African Force: Palanquin's Pole
- 2010 – Offen Bach 1970
- 2010 – Live In Milan 1980
- 2010 – No Material Live In Munich Germany 1987
- 2011 – Live in Munich, Germany 1987
- 2011 – Live At The Jazz Cafe 2009
- 2011 – Live In Berlin 1978
- 2011 – Live In London 2009
- 2011 – Live In Milan
- 2011 – Live In Milan 1981
- 2011 – Live in Munich, Germany 1972